# Chester B. Jordan

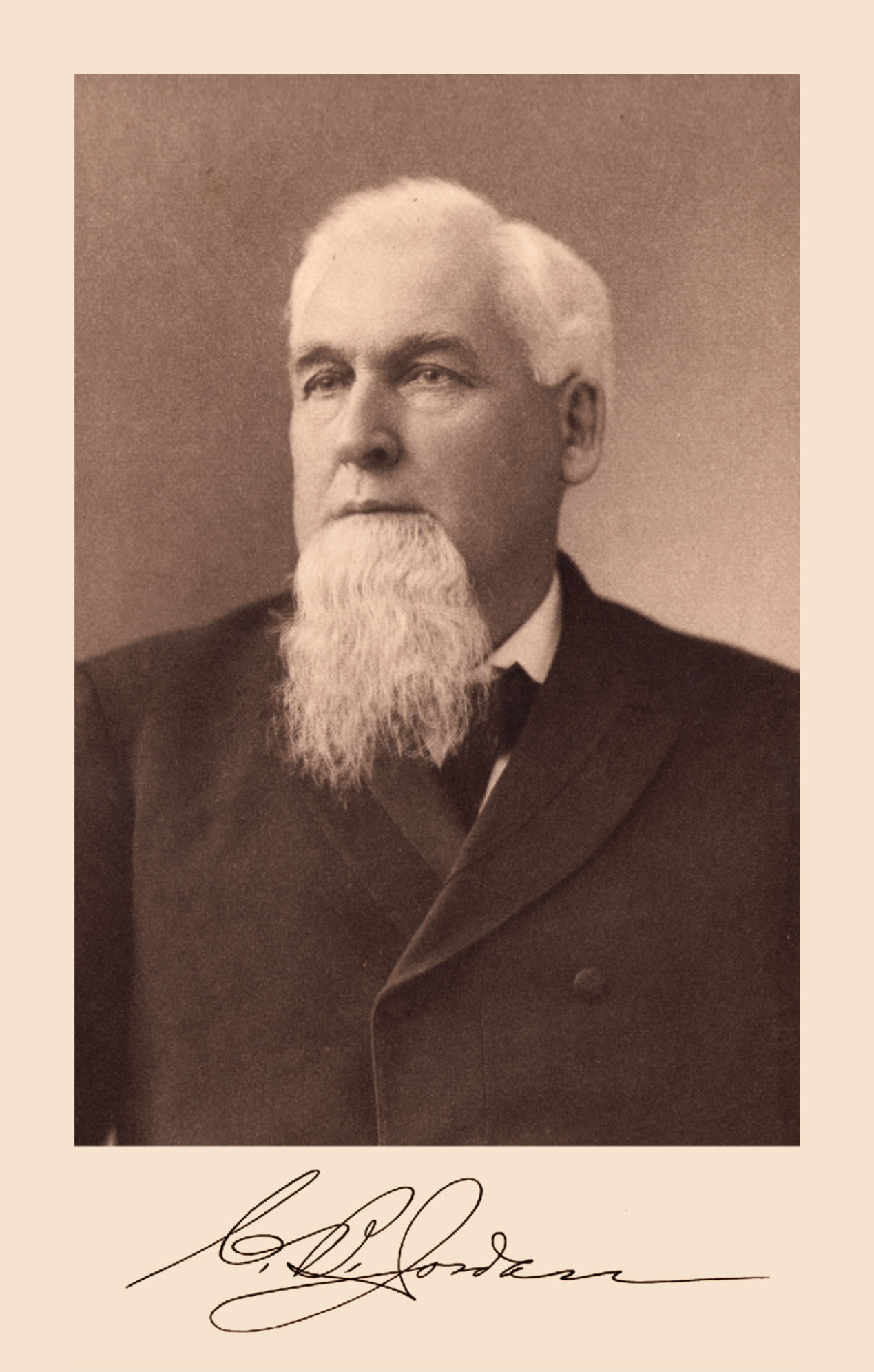
Chester B. Jordan

Chester Bradley Jordan (* 15. Oktober 1839 in Colebrook, Coos County, New Hampshire; † 24. August 1914 in Lancaster, New Hampshire) war ein US-amerikanischer Politiker und von 1901 bis 1903 Gouverneur des Bundesstaates New Hampshire.

## Frühe Jahre
Chester Jordan besuchte während der Wintermonate die örtlichen Schulen seiner Heimat. Im Sommer musste er auf der Farm seiner Eltern aushelfen. Ab dem Jahr 1860 besuchte er die Colebrook Academy und dann bis 1866 die Kimball Union Academy. Diese Schulen besuchte er nur im Frühjahr und im Herbst. In den anderen Jahreszeiten verdiente er sich das nötige Geld als Lehrer oder als Aushilfskraft im Sommer. Im Jahr 1868 wurde er Gerichtsschreiber an einem Gericht im Coos County. In dieser Zeit begann er auch ein Jurastudium. 1875 wurde er als Rechtsanwalt zugelassen und einige Zeit später wurde er Partner einer örtlichen Kanzlei. Ab 1872 war Jordan auch im Zeitungsgeschäft tätig. Er erwarb die Zeitung „Coos Republican“, in der er auch selbst einige Artikel veröffentlichte.

## Politische Laufbahn
Jordan war Mitglied der Republikanischen Partei. Zwischen 1872 und 1873 gehörte er dem Beraterstab des Gouverneurs an. Von 1880 bis 1882 war er Mitglied und Vorsitzender des Repräsentantenhauses von New Hampshire. In den Jahren 1896 bis 1898 war er auch Mitglied des Staatssenats. Auch in diesem Gremium führte er den Vorsitz. Im Jahr 1900 wurde er zum neuen Gouverneur seines Staates gewählt.
Chester Jordan trat seine zweijährige Amtszeit am 3. Januar 1901 an. In dieser Zeit gelang es ihm, die Staatsverschuldung um 400.000 Dollar zu reduzieren. Ein Grenzkonflikt mit dem Nachbarstaat Massachusetts konnte damals beigelegt werden. Außerdem wurde das Gerichtswesen reformiert und zehn neue Richter ernannt. Gouverneur Jordan setzte sich auch für das Bildungswesen ein und unterstützte Wohlfahrtseinrichtungen. Öffentliche Einrichtungen und Gebäude wurden renoviert und in Stand gehalten.

## Weiterer Lebenslauf
Nach dem Ende seiner Amtszeit zog sich Jordan aus der Politik zurück. Er blieb aber weiterhin als Anwalt aktiv und engagierte sich im Bankgewerbe. Außerdem kümmerte er sich um die Erhaltung der historischen Staatsdokumente. Er war Mitglied einiger historischer Gesellschaften. Chester Jordan starb im August 1914. Mit seiner Frau Ida Rose Nutter hatte er vier Kinder.